# Elsebeth Welander-Berggren
Elsebeth Welander-Berggren, tidigare Granlund-Welander, ogift Granlund, född 8 januari 1945 i Köpenhamn, är en svensk museichef.
Konsthistoriker med inriktning på konsthantverk och design. Tidigare museichef för Sven-Harrys konstmuseum i Stockholm 2012-2018, överintendent vid Prins Eugens Waldemarsudde 2006–2012 i Stockholm och museichef vid Röhsska museet i Göteborg 2000–2006.
Åren 2006-2009 var hon adjungerad professor vid Göteborgs universitet. Hon föreläser kontinuerligt inom sitt område samt har skrivit ett stort antal böcker och artiklar.
Åren 1995-2000 var hon gästkurator, utställningen Carl Fabergé, tsarens guldsmed samt Sköna juveler, smycken från åtta sekel.
Hon har tidigare varit ordförande i Nutida svenskt silver, och styrelseledamot i Nationalmusei Vänner samt är nu styrelseledamot i ett antal kulturhistoriska föreningar och stiftelse.
Hon medverkade även som expert under de tidiga säsongerna av Antikrundan från 1989.
Welander-Berggren är syster till intendent Anette Granlund på Bukowskis.

## Utmärkelser
- H.M. Konungens medalj i guld av 12:e storleken i högblått band (2012) för betydande insatser som museichef.[3]